# Magnolia (Poznań)
Magnolia – reprezentacyjny budynek restauracyjno-rozrywkowy, zlokalizowany na Łazarzu w Poznaniu, przy ul. Głogowskiej 40, na skraju Parku Wilsona. 

## Charakterystyka
Obiekt został zaprojektowany w 1925 (ukończony w 1928) przez Władysława Czarneckiego i zamyka trudną do spięcia perspektywę na styku ulicy i parku. Efekt monumentalności uzyskano dzięki jońskiej kolumnadzie w wielkim porządku i attyce z pełnego muru. Budynek łączy także dwa, różniące się wysokością poziomy - parku i ulicy. Magnolia swoim klasycznym rozwiązaniem fasady, nawiązuje dyskurs architektoniczny z okolicznymi budynkami, pochodzącymi z czasów pruskich, m.in. szkołą przy ul. Berwińskiego. 
Budynek Magnolii powstał z inicjatywy prezydenta Cyryla Ratajskiego, któremu zależało na podnoszeniu estetyki miasta. Jednym z głównych celów realizacji obiektu było zasłonięcie szpetnych tyłów kamienic w tym rejonie, przy jednoczesnym minimalnym uszczupleniu powierzchni parku, stąd bardzo podłużna bryła budynku, który stanowi w pewnym sensie rodzaj ściany kurtynowej. 
Po II wojnie w budynku przez kilka lat znajdowało się przedszkole, a potem przywrócono funkcję restauracyjną. W 1989, po pęknięciu magistrali wodociągowej i zapadnięciu się ulicy Głogowskiej pod taksówką, do piwnic uległa wtłoczeniu woda pod ciśnieniem, dokonując dużych strat. W 2003 obiekt zamknięto. Ponowne uruchomienie restauracji (kuchnia włoska) odbyło się w styczniu 2008, ale ponownie zakończyło się niepowodzeniem. Obiekt, po przerwie w działalności, wynajęła warszawska firma Fabryka Form i w 2015 otworzyła tu sklep designerski. Od 2019 znajduje się tu salon wyposażenia wnętrz.